# Daseochaeta
Daseochaeta é um gênero de traça pertencente à família Arctiidae.